# Johan Zuidema
Johan Zuidema (né le 21 septembre 1948 à De Westereen aux Pays-Bas) est un ancien joueur international de football néerlandais.
Il a terminé au rang de meilleur buteur du championnat des Pays-Bas D2 lors de la saison 1972-1973 avec 25 buts.